# Yuta Watanabe (baloncestista)
Yuta Watanabe (en japonés 渡邊 雄太 Yokohama, Kanagawa, 13 de octubre de 1994) es un baloncestista japonés que actualmente pertenece a los Chiba Jets  de la B.League. Con 2,06 metros de estatura, juega en la posición de alero. 

## Trayectoria deportiva

### Universidad
Jugó cuatro temporadas con los Colonials de la Universidad George Washington, en la que promedió 10,9 puntos, 4,5 rebotes, 1,5 asistencias y 1,1 tapones por partido. Fue incluido en el mejor quinteto defensivo de la Atlantic 10 Conference en 2017 y 2018, y en el tercer mejor quinteto global en su última temporada, en la que además fue elegido como mejor defensor de la conferencia.

#### Estadísticas
| Año     | Equipo            | PJ  | PT  | MPP  | %TC  | %3P  | %TL  | RPP | APP | ROB | TPP | PPP  |
| ------- | ----------------- | --- | --- | ---- | ---- | ---- | ---- | --- | --- | --- | --- | ---- |
| 2014–15 | George Washington | 35  | 10  | 22.5 | .384 | .348 | .831 | 3.5 | .6  | .4  | .6  | 7.4  |
| 2015–16 | George Washington | 38  | 37  | 27.7 | .422 | .306 | .707 | 4.0 | 1.4 | .6  | 1.1 | 8.4  |
| 2016–17 | George Washington | 28  | 27  | 35.1 | .444 | .314 | .817 | 4.8 | 2.5 | 1.1 | 1.1 | 12.2 |
| 2017–18 | George Washington | 33  | 33  | 36.6 | .437 | .364 | .807 | 6.1 | 1.6 | .8  | 1.6 | 16.3 |
| Total   | Total             | 134 | 107 | 30.1 | .425 | .337 | .788 | 4.5 | 1.5 | .7  | 1.1 | 10.9 |

### Profesional

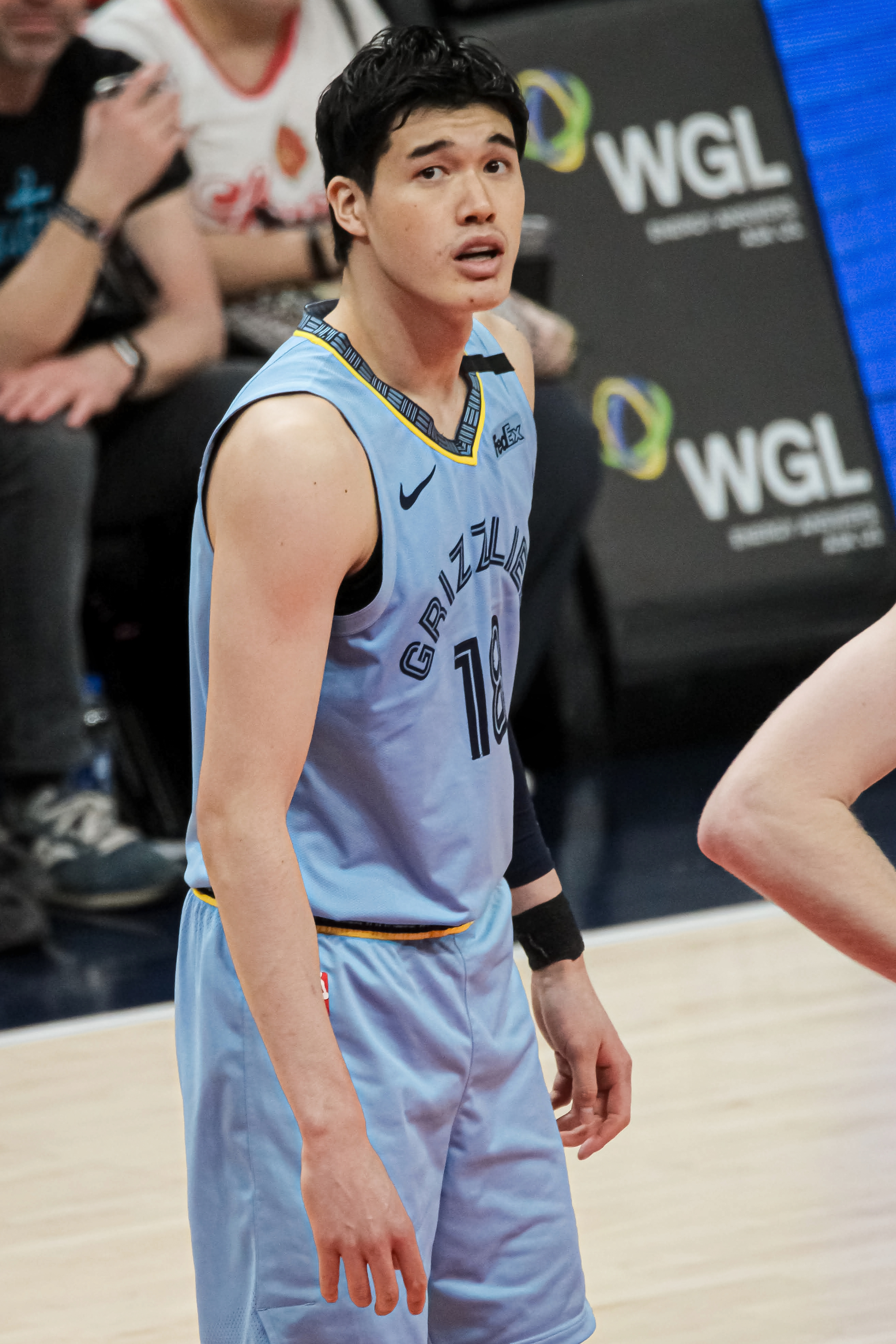
Watanabe con los Grizzlies en 2020.

Tras no ser elegido en el Draft de la NBA de 2018,disputó con los Brooklyn Nets las Ligas de Verano de la NBA, jugando cinco partidos, en los que promedió 9,4 puntos y 4,2 rebotes. El 20 de julio firmó con Memphis Grizzlies de la NBA, con un contrato dual para jugar en su filial, los Memphis Hustle de la G League.
Tras dos años en Memphis, el 20 de diciembre de 2020, consigue un contrato dual con Toronto Raptors.
Después de dos temporadas en Toronto, el 28 de agosto de 2022 firma por una temporada por Brooklyn Nets.
En julio de 2023 firmó con los Phoenix Suns por dos años y $5 millones.
El 8 de febrero de 2024 es traspasado a Memphis Grizzlies en un intercambio entre tres equipos. Al término de la temporada anunció su intención de rechazar su opción de seguir jugando en la NBA para la siguiente temporada y regresar a Japón para jugar profesionalmente allí.
El 11 de julio de 2024 firmó con los Chiba Jets Funabashi de la B.League.

## Selección nacional
En verano de 2021, fue parte de la selección absoluta japonesa que participó en los Juegos Olímpicos de Tokio 2020, que quedó en decimoprimer lugar.
Durante agosto y septiembre de 2023 fue integrante de la selección de Japón que participó en el Mundial de 2023 celebrado en Asia, y que finalizó en decimonoveno lugar.
Entre julio y agosto de 2024 fue parte de la selección absoluta de Japón, que disputó los Juegos Olímpicos de París, finalizando en decimoprimera posición.

## Estadísticas de su carrera en la NBA

### Temporada regular
| Año     | Equipo   | PJ  | PT | MPP  | %TC  | %3P  | %TL  | RPP | APP | ROB | TPP | PPP |
| ------- | -------- | --- | -- | ---- | ---- | ---- | ---- | --- | --- | --- | --- | --- |
| 2018-19 | Memphis  | 15  | 0  | 11.6 | .294 | .125 | .700 | 2.1 | .5  | .3  | .1  | 2.6 |
| 2019-20 | Memphis  | 18  | 0  | 5.8  | .441 | .375 | .375 | 1.1 | .3  | .3  | .1  | 2.0 |
| 2020-21 | Toronto  | 50  | 4  | 14.5 | .439 | .400 | .828 | 3.2 | .8  | .5  | .4  | 4.4 |
| 2021-22 | Toronto  | 38  | 4  | 11.7 | .406 | .342 | .600 | 2.4 | .6  | .3  | .4  | 4.3 |
| 2022-23 | Brooklyn | 58  | 1  | 16.0 | .491 | .444 | .723 | 2.4 | .8  | .4  | .3  | 5.6 |
| 2023-24 | Phoenix  | 29  | 0  | 13.2 | .361 | .320 | .667 | 1.6 | .3  | .3  | .2  | 3.6 |
| 2023-24 | Memphis  | 5   | 0  | 16.4 | .316 | .100 | .000 | 1.8 | 1.0 | .6  | .0  | 2.6 |
| Total   | Total    | 213 | 9  | 13.3 | .426 | .370 | .675 | 2.3 | .6  | .4  | .3  | 4.2 |

### Playoffs
| Año   | Equipo   | PJ | PT | MPP | %TC  | %3P  | %TL  | RPP | APP | ROB | TPP | PPP |
| ----- | -------- | -- | -- | --- | ---- | ---- | ---- | --- | --- | --- | --- | --- |
| 2022  | Toronto  | 4  | 0  | 2.6 | .333 | .000 | —    | .0  | .0  | .0  | .0  | 1.0 |
| 2023  | Brooklyn | 1  | 0  | 4.7 | .500 | .500 | .000 | 1.0 | .0  | .0  | .0  | 3.0 |
| Total | Total    | 5  | 0  | 3.0 | .375 | .333 | .000 | .2  | .0  | .0  | .0  | 1.4 |